# KABE
KABE AB is een Zweedse fabrikant van onder meer caravans, campers en meubels.

## Geschiedenis
Het bedrijf werd in 1957 opgericht door Kurt Blomqvist en startte in datzelfde jaar met de productie van caravans en campers. Het eerste productiemodel was de Komet 250.
KABE heeft zijn hoofdkantoor, ontwikkelingsafdeling en productie in Tenhult, Småland. Alle modellen caravans en campers worden hier gebouwd, jaarlijks ruim 850 stacaravans. KABE heeft in Tenhult ook de productiefaciliteit voor wanden, daken en vloeren, evenals een eigen meubelmakerij.
KABE AB is een dochteronderneming van KABE Group AB, maar de familie Blomqvist bezit een grootaandeel. De groep omvat ook KAMA Fritid AB en Adria AB. KAMA Fritid AB is een groothandelaar voor accessoires in de Scandinavische regio voor de caravan- en camperbranche. Adria AB is de importeur van het volledige assortiment van de Sloveense caravan- en camperfabrikant Adria Mobil voor Zweden, Noorwegen en Finland.